# Joseph Wharton

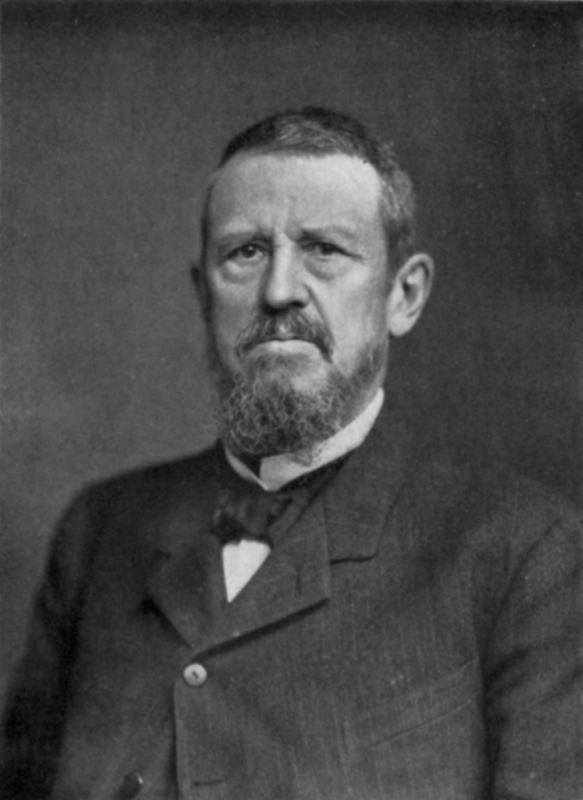
Wharton, circa 1901

Joseph Wharton (* 3. März 1826 in Philadelphia; † 11. Januar 1909) war ein US-amerikanischer Industrieller und ein Mitbegründer der Bethlehem Steel Company.
Wharton war in einer liberalen Quäker-Familie aufgewachsen, die sich der Hicksite-Bewegung angeschlossen hatte. Der Großvater (Samuel R. Fisher) hatte durch einen Paketdienst zwischen Philadelphia und London ein Vermögen erworben. Die Familie besaß eine Villa in Philadelphia und ein Landhaus. Whartons Vater lebte bereits von Zinsgewinnen und Spekulationsgewinnen, ohne einer Arbeit nachzugehen.
Wharton zog nach der Schule zunächst auf die Familienfarm von Joseph und Abigail Walton nahe West Chester in Pennsylvania, um das Landleben kennenzulernen. Er war ein versierter Schwimmer, Ruderer und Reiter. Wharton erlernte Deutsch und Französisch und beschäftigte sich mit Chemie im Labor Martin Boyes. Im Alter von 19 Jahren begann er eine Lehre als Buchhalter. Gemeinsam mit seinem Bruder gründete er mit 21 Jahren eine Firma zur Herstellung von Bleiweiß. Den Grundstock seines späteren Reichtums legte er seit 1853 als Betriebsleiter einer Zinkerei, die er 1857/58 in einer schwierigen finanziellen Lage übernahm und profitabel machte. 1860 begann er mit der Entwicklung der ersten Fabrik der USA zur Herstellung metallischen Zinks für „Lehigh Zinc“. Er mietete diese Fabrik für die folgenden vier Jahre und verdiente während des amerikanischen Bürgerkriegs ein Vermögen.
1854 heiratete er Anna Corbit Lovering. Zeitlebens widmete er seiner Familie und seinen Kindern viel Zeit.
1863 stieg Wharton in das Nickelgeschäft ein und baute unermüdlich ein Firmenimperium aus. Er profitierte dabei von dem immer höherem Nickelgehalt der Münzwährung. Im Laufe der Zeit erwarb er Kohle-, Gold- und Silber-Minen, in New Jersey, West Virginia, Arizona und Nevada. Als Zulieferer der Bethlehem Steel Company machte er große Gewinne im Eisenbahnbau, aber auch durch profitable Verträge mit der U.S. Navy, für die er Panzerplatten und Kanonen herstellte.
1869 gehörte er zu den Gründern des Swarthmore Colleges. 1881 stiftete er der University of Pennsylvania eine  „School of Finance and Economy“, die nach ihm benannte Wharton School, die sich ausschließlich einer Politik der Schutzzölle widmen sollte. Über viele Jahrzehnte setzte sich Wharton darüber hinaus als Lobbyist erfolgreich in Washington für Schutzzölle ein.